# Benoît Joachim

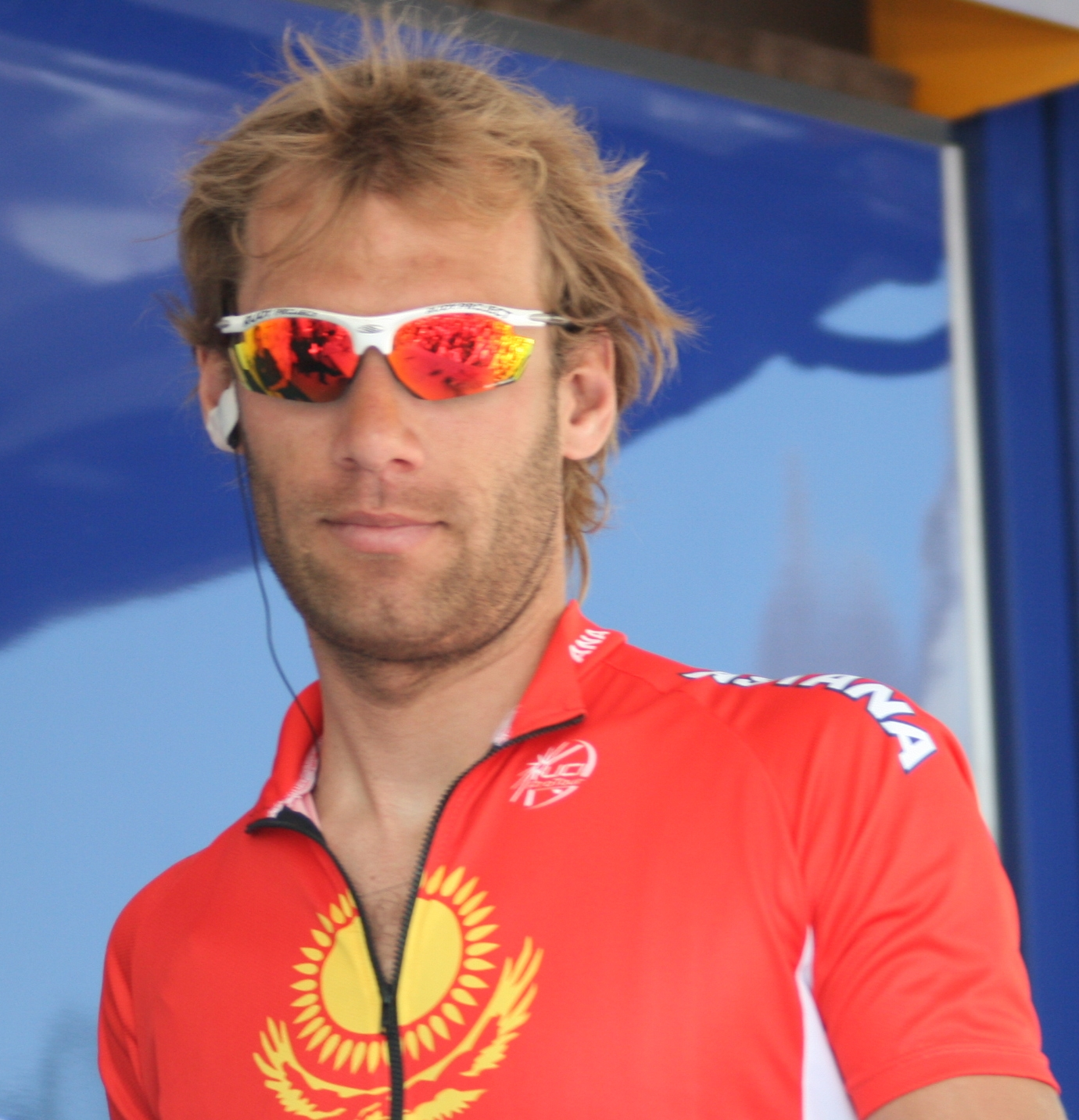
Benoît Joachim bei den vier Tagen von Dünkirchen 2008

Benoît Joachim (* 14. Januar 1976 in Foetz) ist ein ehemaliger luxemburgischer Radrennfahrer.

## Sportliche Karriere
Seinen ersten Sieg holte er mit 13 Jahren bei einem Rennen seines Heimatvereins CC Mondercange. Zwischen 1991 und 1994 gewann er in den verschiedenen Altersklassen insgesamt 38 Rennen, darunter drei nationale Meisterschaften bei den Junioren. Seine erste Berufung in die Nationalmannschaft Luxemburgs erfolgte im Juli 1998. Er startete bei der Slowakei-Rundfahrt und beendete diese Tour auf Platz 11 der Gesamtwertung. Im September fuhr er die Tour de l’Àvenir und wurde dort 25. des Klassements, wobei er eine Etappe gewinnen konnte.
Benoît Joachim begann seine Profikarriere 1999 beim Team US Postal Service Pro Cycling Team, dass danach unter dem Namen Discovery Channel Pro Cycling Team fuhr. Er war eines der wichtigsten „Arbeitspferde“ des Teams und fuhr bei der Spanien-Rundfahrt 2004 ins Rampenlicht. Als erster Luxemburger konnte er sich dort das Führungstrikot überstreifen und trug es zwei Tage.
Höhepunkt der Saison 2004 war Joachims Sieg bei der Zeitfahrmeisterschaft in Luxemburg, sein dritter Sieg in fünf Jahren. Insgesamt wurde er im Laufe seiner sportlichen Laufbahn dreimal nationaler Meister im Straßenrennen und zweimal im Einzelzeitfahren. Außer seinen nationalen Titeln konnte er als Berufsfahrer einen Sieg bei der britischen Prudencial Tour erringen, was u. a. daran lag, dass er bei Etappenrennen regelmäßig seine jeweiligen Kapitäne unterstützen musste. 2004 konnte er allerdings im Verlauf der Spanien-Rundfahrt als erster Luxemburger das Führungstrikot für drei Tage tragen. Die Tour de France fuhr Joachim 2000 (92.) und 2002 (89.). 2004 startete er bei den Olympischen Spielen in Athen und wurde dort 26. im Zeitfahren. Im Juli 2009 bestritt er sein letztes Rennen als Berufsfahrer anlässlich der Gala Tour de France in Luxemburg, danach beendete er seine Laufbahn.

## Doping
2001 wurde bei Joachim ein erhöhter Nandrolonwert festgestellt. Er wurde von seinem Team suspendiert. Auch die B-Probe bestätigte das Doping, doch wegen Schlampereien bei der Auswertung von der B-Probe konnte das Ergebnis nicht anerkannt werden. Joachim durfte wieder mit seinem Team fahren.
2012 gab Joachim, der von 1999 bis 2005 in denselben Teams wie Lance Armstrong fuhr, in einem Interview an, dass es kein systematisches Doping bei den Teams United States Postal Service und Discovery Channel gegeben habe. Er selbst habe nicht mit Michele Ferrari zusammengearbeitet, was er bereue.

## Familie
Der Halbbruder von Benoît Joachim, Aurélien, spielte in der luxemburgischen Fußballnationalmannschaft.

## Politische Karriere
Bei den Luxemburgischen Parlamentswahlen 2009 trat Benoît Joachim als DP-Kandidat im Bezirk Süden an.

## Erfolge
1999
- eine Etappe Prutour

2000
- Luxemburgischer Meister – Straßenrennen

2003
- Luxemburgischer Meister – Straßenrennen

2004
- Luxemburgischer Meister – Einzelzeitfahren

2006
- Luxemburgischer Meister – Einzelzeitfahren

2007
- Luxemburgischer Meister – Straßenrennen

## Teams
- 1999–2006: US Postal Service / Discovery Channel Pro Cycling Team
- 2007–2008: Team Astana
- 2009: Continental Team Differdange